# Cristian Zaccardo
Cristian Zaccardo (Formigine, 21 dicembre 1981) è un ex calciatore italiano, di ruolo difensore.
Campione del mondo con la nazionale italiana nel 2006, ha vestito la maglia azzurra tra il 2004 e il 2007, periodo in cui militava nel Palermo, totalizzando 17 presenze e una rete. Ha giocato anche con le selezioni Under-16, Under-18, Under-20 e Under-21, vincendo con quest'ultima il campionato d'Europa di categoria nel 2004. A livello di club, ha vinto un campionato tedesco con il Wolfsburg nella stagione 2008-2009 e una Coppa Titano con il Tre Fiori nel 2019.

## Biografia
Fin da bambino vive in un paese a sud di Modena, Castelvetro, dove tuttora vivono i suoi genitori e parte della sua famiglia.
Padre di due bambini, dal 6 marzo 2008 è cittadino onorario di Pollina, della città metropolitana di Palermo.

## Caratteristiche tecniche
Era un terzino destro che all'occorrenza poteva giocare anche da difensore centrale.

## Carriera

### Club

#### Giovanili e Bologna
Fin da bambino vive in un piccolo centro a sud di Modena, Castelvetro, ma nel 1987, durante la prima elementare, passa la maggior parte del suo tempo a Spilamberto, dove si iscrive alla scuola calcio. Nel 1991, durante il torneo internazionale "Enzo Ferrari" a Maranello, gli osservatori del Bologna lo mettono sotto contratto per farlo giocare negli Esordienti rossoblu. Nel 1998 entra a far parte della Primavera del Bologna, partecipando al ritiro della prima squadra allenata da Carlo Mazzone.
L'11 novembre 1998, durante l'incontro di Coppa Italia Primavera contro la Lucchese, si rompe lo scafoide del piede destro e l'8 marzo successivo viene operato alla rotula bipartita del ginocchio sinistro per rimuovere una lieve malformazione ossea; questi infortuni lo costringono a saltare un'intera stagione. Successivamente riprende a giocare con la Primavera del Bologna, mettendo a segno 6 reti. Nel 2000 si trasferisce in prestito allo Spezia in Serie C1, dove inizia la carriera professionistica e dove sfiora la promozione in Serie B. Nella stagione successiva torna al Bologna, mettendosi definitivamente in evidenza. Subito aggregato alla prima squadra, guidata da Francesco Guidolin, esordisce in Serie A il 18 novembre 2001 in Lecce-Bologna (1-0). Poco dopo di un mese, il 22 dicembre 2001, il giorno dopo il suo 20º compleanno, segna il suo primo gol in Serie A in Lazio-Bologna fissando il risultato sul 2-2 finale al 76'. In tre stagioni a Bologna disputa 91 partite e segna 3 reti, esordendo nelle coppe europee giocando 6 partite nella Coppa Intertoto 2002.

#### Palermo
Dalle file del Bologna passa, il 2 luglio 2004, al Palermo in cambio di 680 000 euro più il cartellino di Valentin Năstase. Proprio con la maglia rosanero conquista la convocazione in Nazionale maggiore. Per quattro stagioni è titolare della squadra rosanero non giocando mai meno di 37 partite per annata. Al termine della stagione 2004-2005 la sua squadra ottiene il sesto posto in campionato e conseguentemente la prima qualificazione in Coppa UEFA della storia del Palermo, esordendo nella seconda competizione internazionale per club nella stagione successiva. Nella stagione 2007-2008 viene eletto vice capitano della squadra. In totale ha giocato 161 volte con la maglia rosanero.

#### Wolfsburg
Nell'estate 2008 viene acquistato, per 7 milioni di euro, dal club tedesco del Wolfsburg insieme al compagno di reparto al Palermo Andrea Barzagli. A fine stagione vince la Bundesliga giocando 14 incontri del torneo e segnando un gol.

#### Parma
Dopo aver iniziato la stagione in Germania, il 29 agosto 2009 passa a titolo definitivo al Parma, con cui firma un contratto quinquennale e in cui diventa subito un titolare. Realizza il suo primo gol nella stagione 2009-2010 contro il Palermo, sua ex squadra. Conclude la prima stagione in maglia gialloblu con 5 reti all'attivo. Nella partita esterna contro il Cesena, alla settima giornata del campionato 2010-2011, dopo aver segnato il gol del definitivo pareggio (1-1), alla moglie e al figlio, presenti in tribuna, vengono lanciati degli oggetti da parte dei tifosi della squadra di casa; successivamente sono arrivate le scuse della società bianconera tramite un comunicato sul sito ufficiale. Chiude la seconda stagione al Parma con 34 presenze e 3 gol in campionato più una partita di Coppa Italia.
Nella stagione 2011-2012 gioca 35 partite in campionato e 2 in Coppa Italia, segnando un gol contro il Napoli nella 26ª giornata. Nella quarta stagione con i ducali gioca 15 partite in campionato e 1 in Coppa Italia, segnando un gol contro la Roma alla 10ª giornata.

#### Milan
Il 25 gennaio 2013 si trasferisce a titolo definitivo al Milan nello scambio che coinvolge anche Djamel Mesbah e Rodney Strasser che compiono il percorso inverso, scegliendo la maglia numero 81. Escluso dalla lista UEFA per scelta tecnica, esordisce in rossonero il 2 marzo seguente, in occasione della partita vinta per 3-0 contro la Lazio a San Siro, entrando all'inizio del secondo tempo al posto di Cristián Zapata. In rossonero non trova spazio e questa rimarrà l'unica presenza stagionale.
Nella seconda stagione gioca 13 partite di cui 11 in campionato, una in Coppa Italia e una in Champions League in occasione di Milan-Celtic (2-0).
Nella stagione 2014-15 fa il suo esordio il 1º febbraio 2015 nella partita contro il Parma (la sua ex squadra), segnando il gol del 3-1. Ottiene solamente 3 presenze totali in questa sua ultima stagione con il Milan.

#### Carpi, Vicenza, Ħamrun Spartans, Tre Fiori
Il 31 agosto 2015, nell'ultimo giorno della sessione estiva di calciomercato, passa a titolo definitivo al Carpi, società neopromossa in Serie A, firmando un contratto biennale fino al 30 giugno 2017. Esordisce con i biancorossi da capitano, il 13 settembre seguente nella partita pareggiata contro il Palermo (2-2). Il 29 novembre 2015 segna il gol del 2-1 per la vittoria in rimonta al Ferraris contro il Genoa, il secondo successo in campionato dopo quello al Braglia per 2-1 contro il Torino del 3 ottobre.
Nella stagione 2016-2017 passa in prestito al Vicenza e sceglie di indossare la maglia numero 9. Si svincola a fine stagione.
Dopo aver pubblicato un annuncio su LinkedIn, nell'ottobre 2017 viene ingaggiato dal club maltese dell'Ħamrun Spartans. Il 25 novembre 2017, nella vittoria degli Hamrun Spartans per 5-1 contro i Lija Athletic, sigla su rigore il suo primo gol con la nuova maglia. Il 19 maggio 2018, dopo 16 partite e 3 gol, lascia il club maltese.
Ancora svincolato, il 3 dicembre dello stesso anno supera l'esame finale da direttore sportivo a Coverciano.
Il 31 gennaio 2019 annuncia l'accordo con il club Tre Fiori di San Marino,  con cui disputa solo tre incontri di coppa segnando un gol.
Il 9 luglio 2019, a tredici anni dalla vittoria italiana nel mondiale di Germania 2006, annuncia con un post sul proprio profilo Instagram la fine della sua carriera professionista e, di conseguenza, il ritiro dal calcio giocato.

### Nazionale
A 15 anni veste la sua prima maglia azzurra, quella dell'Under-16, con cui nell'aprile del 1998 parte per la Scozia per disputare l'Europeo di categoria. Nel corso della manifestazione segna il gol decisivo per accedere alla semifinale e l'Italia alla fine conquista il secondo posto, alle spalle dell'Irlanda.
Nel 2001 fa parte della spedizione azzurra ai Giochi del Mediterraneo di Tunisi vincendo la medaglia d'argento. Ha fatto parte anche della nazionale Under-21 di Claudio Gentile, con la quale ha vinto l'Europeo Under-21 2004.
Esordisce nella Nazionale maggiore con il CT Marcello Lippi, il 17 novembre 2004, durante l'amichevole Italia-Finlandia (1-0). Nella stagione successiva Lippi lo utilizza con continuità, e l'8 ottobre 2005 a Palermo realizza il suo primo ed unico gol in nazionale nella partita Italia-Slovenia (1-0), che sancisce la qualificazione della nazionale al campionato del mondo 2006.
Viene inserito nella lista dei 23 giocatori convocati per il Mondiale 2006, nel quale viene impiegato in 3 partite, giocando titolare come terzino destro nelle prime 2 sfide del torneo contro Ghana e Stati Uniti. In occasione della sfida contro gli statunitensi (pareggiata 1-1), la seconda partita del girone, realizza l'autogol che regala il pareggio alla formazione statunitense. Sarà la prima delle due reti (nessuna delle quali su azione manovrata) che la difesa italiana subirà durante il torneo. Zaccardo torna poi in campo nei quarti di finale contro l'Ucraina. Con la nazionale diventa campione del mondo, nella finale vinta ai rigori contro la Francia, il 9 luglio 2006, all'Olympiastadion di Berlino.
Dopo la conquista del Mondiale disputa altre 2 partite con la nazionale nella gestione del CT Roberto Donadoni. Chiude la carriera in azzurro il 17 ottobre 2007 in amichevole contro il Sudafrica.

### Procuratore
Una volta ritiratosi prende il patentino inglese da intermediario per poi diventare ufficialmente un procuratore sportivo all’inizio del mese di febbraio del 2021.

## Statistiche

### Presenze e reti nei club
| Stagione         | Squadra          | Campionato       | Campionato | Campionato | Coppe nazionali | Coppe nazionali | Coppe nazionali | Coppe continentali | Coppe continentali | Coppe continentali | Altre coppe | Altre coppe | Altre coppe | Totale | Totale |
| Stagione         | Squadra          | Comp             | Pres       | Reti       | Comp            | Pres            | Reti            | Comp               | Pres               | Reti               | Comp        | Pres        | Reti        | Pres   | Reti   |
| ---------------- | ---------------- | ---------------- | ---------- | ---------- | --------------- | --------------- | --------------- | ------------------ | ------------------ | ------------------ | ----------- | ----------- | ----------- | ------ | ------ |
| 2000-2001        | Spezia           | C1               | 28+2       | 0+0        | CI-C            | 0               | 0               | -                  | -                  | -                  | -           | -           | -           | 30     | 0      |
| 2001-2002        | Bologna          | A                | 19         | 1          | CI              | 2               | 0               | -                  | -                  | -                  | -           | -           | -           | 21     | 1      |
| 2002-2003        | Bologna          | A                | 32         | 1          | CI              | 2               | 0               | I                  | 6                  | 1                  | -           | -           | -           | 40     | 2      |
| 2003-2004        | Bologna          | A                | 28         | 0          | CI              | 2               | 0               | -                  | -                  | -                  | -           | -           | -           | 30     | 0      |
| Totale Bologna   | Totale Bologna   | Totale Bologna   | 79         | 2          |                 | 6               | 0               |                    | 6                  | 1                  |             | -           | -           | 91     | 3      |
| 2004-2005        | Palermo          | A                | 35         | 2          | CI              | 2               | 0               | -                  | -                  | -                  | -           | -           | -           | 37     | 2      |
| 2005-2006        | Palermo          | A                | 36         | 0          | CI              | 4               | 0               | CU                 | 4                  | 0                  | -           | -           | -           | 44     | 0      |
| 2006-2007        | Palermo          | A                | 36         | 5          | CI              | 1               | 0               | CU                 | 5                  | 1                  | -           | -           | -           | 42     | 6      |
| 2007-2008        | Palermo          | A                | 35         | 1          | CI              | 2               | 0               | CU                 | 1                  | 0                  | -           | -           | -           | 38     | 1      |
| Totale Palermo   | Totale Palermo   | Totale Palermo   | 142        | 8          |                 | 9               | 0               |                    | 10                 | 1                  |             | -           | -           | 161    | 9      |
| 2008-2009        | Wolfsburg        | BL               | 14         | 1          | CG              | 3               | 0               | CU                 | 5                  | 1                  | -           | -           | -           | 22     | 2      |
| ago. 2009        | Wolfsburg        | BL               | 1          | 0          | CG              | 0               | 0               | UCL                | 0                  | 0                  | -           | -           | -           | 1      | 0      |
| Totale Wolfsburg | Totale Wolfsburg | Totale Wolfsburg | 15         | 1          |                 | 3               | 0               |                    | 5                  | 1                  |             | -           | -           | 23     | 2      |
| 2009-2010        | Parma            | A                | 34         | 5          | CI              | 0               | 0               | -                  | -                  | -                  | -           | -           | -           | 34     | 5      |
| 2010-2011        | Parma            | A                | 34         | 3          | CI              | 2               | 0               | -                  | -                  | -                  | -           | -           | -           | 36     | 3      |
| 2011-2012        | Parma            | A                | 35         | 1          | CI              | 2               | 0               | -                  | -                  | -                  | -           | -           | -           | 37     | 1      |
| 2012-gen. 2013   | Parma            | A                | 15         | 1          | CI              | 1               | 0               | -                  | -                  | -                  | -           | -           | -           | 16     | 1      |
| Totale Parma     | Totale Parma     | Totale Parma     | 118        | 10         |                 | 5               | 0               |                    | -                  | -                  |             | -           | -           | 123    | 10     |
| gen.-giu. 2013   | Milan            | A                | 1          | 0          | CI              | -               | -               | UCL                | -                  | -                  | -           | -           | -           | 1      | 0      |
| 2013-2014        | Milan            | A                | 11         | 0          | CI              | 1               | 0               | UCL                | 1                  | 0                  | -           | -           | -           | 13     | 0      |
| 2014-2015        | Milan            | A                | 3          | 1          | CI              | 0               | 0               | -                  | -                  | -                  | -           | -           | -           | 3      | 1      |
| Totale Milan     | Totale Milan     | Totale Milan     | 15         | 1          |                 | 1               | 0               |                    | 1                  | 0                  |             | -           | -           | 17     | 1      |
| 2015-2016        | Carpi            | A                | 27         | 1          | CI              | 2               | 0               | -                  | -                  | -                  | -           | -           | -           | 29     | 1      |
| 2016-2017        | L.R. Vicenza     | B                | 24         | 0          | CI              | 0               | 0               | -                  | -                  | -                  | -           | -           | -           | 24     | 0      |
| 2017-2018        | Hamrun Spartans  | PL               | 15         | 3          | CM              | 1               | 0               | -                  | -                  | -                  | -           | -           | -           | 16     | 3      |
| 2018-2019        | Tre Fiori        | CD               | 0          | 0          | CT              | 3               | 1               | -                  | -                  | -                  | -           | -           | -           | 3      | 1      |
| Totale carriera  | Totale carriera  | Totale carriera  | 454+2      | 25         |                 | 29              | 1               |                    | 22                 | 3                  |             | -           | -           | 507    | 29     |

### Cronologia presenze e reti in nazionale
| Cronologia completa delle presenze e delle reti in nazionale ― Italia | Cronologia completa delle presenze e delle reti in nazionale ― Italia | Cronologia completa delle presenze e delle reti in nazionale ― Italia | Cronologia completa delle presenze e delle reti in nazionale ― Italia | Cronologia completa delle presenze e delle reti in nazionale ― Italia | Cronologia completa delle presenze e delle reti in nazionale ― Italia | Cronologia completa delle presenze e delle reti in nazionale ― Italia | Cronologia completa delle presenze e delle reti in nazionale ― Italia |
| Data                                                                  | Città                                                                 | In casa                                                               | Risultato                                                             | Ospiti                                                                | Competizione                                                          | Reti                                                                  | Note                                                                  |
| --------------------------------------------------------------------- | --------------------------------------------------------------------- | --------------------------------------------------------------------- | --------------------------------------------------------------------- | --------------------------------------------------------------------- | --------------------------------------------------------------------- | --------------------------------------------------------------------- | --------------------------------------------------------------------- |
| 17-11-2004                                                            | Messina                                                               | Italia                                                                | 1 – 0                                                                 | Finlandia                                                             | Amichevole                                                            | -                                                                     |                                                                       |
| 30-3-2005                                                             | Padova                                                                | Italia                                                                | 0 – 0                                                                 | Islanda                                                               | Amichevole                                                            | -                                                                     |                                                                       |
| 8-6-2005                                                              | Toronto                                                               | Italia                                                                | 1 – 1                                                                 | Serbia e Montenegro                                                   | Amichevole                                                            | -                                                                     |                                                                       |
| 11-6-2005                                                             | New York                                                              | Italia                                                                | 1 – 1                                                                 | Ecuador                                                               | Amichevole                                                            | -                                                                     |                                                                       |
| 17-08-2005                                                            | Dublino                                                               | Irlanda                                                               | 1 – 2                                                                 | Italia                                                                | Amichevole                                                            | -                                                                     |                                                                       |
| 3-9-2005                                                              | Glasgow                                                               | Scozia                                                                | 1 – 1                                                                 | Italia                                                                | Qual. Mondiali 2006                                                   | -                                                                     | 46’                                                                   |
| 7-9-2005                                                              | Minsk                                                                 | Bielorussia                                                           | 1 – 4                                                                 | Italia                                                                | Qual. Mondiali 2006                                                   | -                                                                     |                                                                       |
| 8-10-2005                                                             | Palermo                                                               | Italia                                                                | 1 – 0                                                                 | Slovenia                                                              | Qual. Mondiali 2006                                                   | 1                                                                     | 60’ 78’                                                               |
| 12-10-2005                                                            | Lecce                                                                 | Italia                                                                | 2 – 1                                                                 | Moldavia                                                              | Qual. Mondiali 2006                                                   | -                                                                     |                                                                       |
| 16-11-2005                                                            | Ginevra                                                               | Italia                                                                | 1 – 1                                                                 | Costa d'Avorio                                                        | Amichevole                                                            | -                                                                     | 46’                                                                   |
| 1-3-2006                                                              | Firenze                                                               | Italia                                                                | 4 – 1                                                                 | Germania                                                              | Amichevole                                                            | -                                                                     |                                                                       |
| 31-5-2006                                                             | Ginevra                                                               | Svizzera                                                              | 1 – 1                                                                 | Italia                                                                | Amichevole                                                            | -                                                                     | 45’                                                                   |
| 12-6-2006                                                             | Hannover                                                              | Italia                                                                | 2 – 0                                                                 | Ghana                                                                 | Mondiali 2006 - 1º turno                                              | -                                                                     |                                                                       |
| 17-6-2006                                                             | Kaiserslautern                                                        | Italia                                                                | 1 – 1                                                                 | Stati Uniti                                                           | Mondiali 2006 - 1º turno                                              | -                                                                     | 54’                                                                   |
| 30-6-2006                                                             | Amburgo                                                               | Italia                                                                | 3 – 0                                                                 | Ucraina                                                               | Mondiali 2006 - Quarti di finale                                      | -                                                                     | 77’                                                                   |
| 15-11-2006                                                            | Bergamo                                                               | Italia                                                                | 1 – 1                                                                 | Turchia                                                               | Amichevole                                                            | -                                                                     | 46’                                                                   |
| 17-10-2007                                                            | Siena                                                                 | Italia                                                                | 2 – 0                                                                 | Sudafrica                                                             | Amichevole                                                            | -                                                                     | 82’                                                                   |
| Totale                                                                |                                                                       | Presenze                                                              | 17                                                                    |                                                                       | Reti                                                                  | 1                                                                     |                                                                       |

## Palmarès

### Club
- Campionato tedesco: 1

Wolfsburg: 2008-2009
- Coppa Titano: 1

Tre Fiori: 2018-2019

### Nazionale
- Campionato d'Europa Under-21: 1

Germania 2004
- Campionato mondiale: 1

Germania 2006